# Санта-Кристина-и-Биссоне
Санта-Кристина-и-Биссоне (итал. Santa Cristina e Bissone) — коммуна в Италии, располагается в регионе Ломбардия, подчиняется административному центру Павия.
Население составляет 1853 человека, плотность населения составляет 84 чел./км². Занимает площадь 22 км². Почтовый индекс — 27010. Телефонный код — 0382.
Покровительницей коммуны почитается святая Христина Тирская, празднование 24 июля.